# ساوری آریماچی
ساوری آریماچی (انگلیسی: Saori Arimachi؛ زادهٔ ۱۲ ژوئیهٔ ۱۹۸۸) بازیکن فوتبال اهل ژاپن است که در تیم‌های ملی فوتبال زیر ۲۰ سال زنان ژاپن و زنان ژاپن بازی کرده‌است.